# Pica-pau-verde-carijó
O pica-pau-verde-carijó  (nome científico: Veniliornis spilogaster), também conhecido como pica-pau-manchado, é uma espécie de ave da família dos pica-paus. Pode ser encontrada no nordeste da Argentina, leste e sul do Brasil, sudeste do Paraguai e por todo o Uruguai. Seus habitats naturais são florestas de galeria, florestas úmidas subtropicais ou de planície tropical, florestas tropicais úmidas ou subtropicais montanas e outras áreas de floresta úmida altamente degradadas. De acordo com a União Internacional para a Conservação da Natureza, o status da espécie é pouco preocupante.

## Taxonomia
O pica-pau-verde-carijó foi descrito originalmente pelo naturalista alemão Johann Georg Wagler em 1827 sob o nome de Picus spilogaster, indicando sua localidade típica como Brasil e Paraguai.

## Descrição
Este pica-pau mede por volta de dezessete centímetros de comprimento. A espécie não apresenta muitas distinções entre os sexos, exceto pela coroa: preta com listras vermelhas nos machos e preta pontilhada de branco nas fêmeas. O dorso tem cor de oliva manchado com ocre, apresentando na cabeça notáveis linhas esbranquiçadas, tanto nos olhos como na região malar. Testa, rosto e garganta esbranquiçados, e ouvidos estriados de preto. O padrão da barriga é plano, embora a garganta seja estriada.

## Distribuição ehabitat
O pica-pau-verde-carijó se distribuí pelo sudeste do Paraguai, leste e sul do Brasil, nordeste da Argentina e por todo o território do Uruguai.

## Ecologia
A espécie tem uma dieta mista composta por frutos, insetos e suas larvas. A reprodução se inicia em abril, quando iniciam a construção dos ninhos. Não se sabe o período exato, mas acredita-se que a reprodução ocorre entre os meses de agosto e dezembro. Durante esse período, tornam-se agressivos e costumam atacar outras aves.

## Status
O pica-pau-verde-carijó tem uma variedade muito ampla e é descrita como uma espécie bastante comum. Sua população está estável e não se tem conhecimento de declínio. Por conseguinte, a espécie foi classificada como "pouco preocupante" pela União Internacional para a Conservação da Natureza.